# Dálniční křižovatka Třebonice
Dálniční křižovatka Třebonice je mimoúrovňová křižovatka na území hlavního města Prahy u Třebonic. Kříží se zde Pražský okruh s dálnicí D5 a silnicí II/605.

## Poloha
Dálniční křižovatka se nachází na západním okraji hlavního města Prahy z větší části na katastrálním území Třebonic, v těsném sousedství katastru Chrášťan, severovýchodní části na katastrálním území Zličín. Nedaleko křižovatky se na území Třebonic nachází depo Zličín se stanicí metra a nákupní centrum Metropole Zličín. Severozápadně od křižovatky se nachází nejvyšší místo Prahy, a to kóta Teleček s 399,2 m n. m. Křižovatka se nachází v nadmořské výšce 385 m n. m.
Jižně od MÚK Třebonice, ještě blíže Třebonicím, se nachází další mimoúrovňová křižovatka, neúplná, označovaná MÚK Chrášťany. Jedná se o most místní komunikace (ulice K Řeporyjím v Třebonicích), navazující na silnici III/0058 (ulice Řeporyjská v Chrášťanech), přičemž tato komunikace je na Pražský okruh napojena dvěma jednosměrnými rampami, jihozápadní rampa umožňuje nájezd na Pražský okruh směrem k Řeporyjím a sjezd z Pražského okruhu směrem od Řeporyj.

## Popis
Dálniční křižovatka Třebonice je mimoúrovňová křižovatka Pražského okruhu procházejícího zde severojižním směrem a dálnice D5, která na této křižovatce začíná a navazuje na Rozvadovskou spojku. Současně po Pražském okruhu od dálniční křižovatky Modletice a dále po D1 prochází evropská silnice E50, která dále pokračuje po D5. Po Pražském okruhu směrem k dálniční křižovatce Řepy a dále po D6 vede evropská silnice E48, která na této křižovatce začíná. Součástí křižovatky je také mimoúrovňové křížení se silnicí II/605.
Dálniční křižovatka Třebonice je provedena jako smíšený typ turbínové a čtyřlístkové čtyřramenné dálniční křižovatky.

## Historie výstavby
V letech 1976 až 1980 byla postavena Rozvadovská spojka. Úsek dálnice D5 mezi Prahou a Rudnou byl uveden do provozu 20. října 1982. Dálniční křižovatka Třebonice byla z větší části otevřena 20. září 1983 spolu se zprovozněním úseku Pražského okruhu od této křižovatky do Slivence. Navazující úsek Pražského okruhu do Řep byl uveden do provozu 28. srpna 2000 spolu se zbývající částí křižovatky, která také zahrnovala křížení se silnicí II/605.